# Dreveník
Dreveník je travertinová kupa tvaru stolové hory v Hornádské kotlině a národní přírodní rezervace. Nachází se na hranicích okresů Spišská Nová Ves a Levoča v katastrálních územích obcí Spišská Nová Ves a Žehra. Chráněné území bylo vyhlášeno v roce 1925 a jeho rozloha je 101,82 hektaru.
Dreveník je, spolu s nedalekým Spišským hradem, od roku 1993 zařazen mezi lokality světového kulturního a přírodního dědictví UNESCO. Rezervaci spravuje NP Slovenský ráj. Na kopci Dreveník se nacházela rolnická osada z mladší doby kamenné.

## Geologie
Kopa byla vytvořena z pramenů minerálních vod na tektonickém zlomu. Vznikl spojením několika vápencovo-travertinových kup (Pažie, Kozie, Ostrá hura). Je nejstarším útvarem svého typu v okolí Spišského Podhradí a největším travertinovým územím na Slovensku. Mezi velký počet skalních útvarů patří roklina Peklo nebo skalní město Kamenný ráj. Na jeho svazích se nacházejí tři jeskyně.

## Turismus
Na Dreveník se lze dostat po žlutě značené turistické trase z obcí Spišské Podhradie nebo Žehra. Dreveník je i archeologická lokalita, slovanské hradiště, našly se zde jedny z nejstarších nálezů prvotního osídlení východního Slovenska.